# ABC 분석
ABC 분석(-分析, ABC analysis)은 '가치의 크기에 대응한 노력의 투입'에 의해서 효과를 올리는 기법으로 요령이 좋은 방법이다. 재고관리(在庫管理)의 기법으로 1951년 데키(H. F. Deckie)가 개발한 이 기법은, 기업에 보급·채용되어 많은 성과를 올렸다. 이 법칙은 1897년 파레토(V. F. D. Pareto)가 경제변동을 분석할 때 발견한 파레토 분석의 원리에 기초를 둔 것이다.
ABC분석은 일반적으로 소수의 품목이 대부분을 좌우하고 다수의 품목이 적은 부분을 차지하는데, 여기서 전자를 A그룹, 후자를 C그룹이라 하며, A와 C의 중간의 것을 B그룹이라고 함으로써 재고품을 효과적으로 관리할 수 있다. ABC분석을 효과적으로 관리하면 지금까지와 같은 노력으로 2배의 효과를 거둘 수 있다. ABC분석을 자재관리의 예로 표시하면, 자재품목점수 5∼10%를 관리함에 따라 연간사용금액의 50∼80%를 조정할 수 있다.